# Antonio López de Santa Anna
Pour les articles homonymes, voir Antonio Lopez (homonymie).
Antonio López de Santa Anna y Pérez de Lebrón, né le 21 février 1794 à Xalapa, l'actuelle capitale de l'État de Veracruz, et mort le 21 juin 1876 à Mexico, est un militaire et homme politique mexicain qui exerça à plusieurs reprises le pouvoir au Mexique, entre 1833 et 1855, en qualité de président de la République.
Il était surnommé L'Aigle, le Napoléon de l'Ouest , le Napoléon du Nouveau Monde ou le Héros immortel de Cempoala par ses amis et partisans. Ses ennemis, eux, le surnommaient Quince Uñas (Quinze Ongles) en référence à la jambe qu'il perdit en 1838. Durant sa longue carrière politique, il fut tour à tour royaliste, monarchiste, républicain, centraliste, fédéraliste, libéral et conservateur. Il occupa la fonction gouverneur de l'État de Yucatán (1824-1825) puis de celui de Veracruz (1829). 
En 1833, Santa Anna se soulève et renverse par un coup d'État le gouvernement d'Anastasio Bustamante, qui cède la présidence à Manuel Gómez Pedraza qui à son tour la cède à Santa Anna, qui se retire une première fois en 1835 sous prétexte de maladie.
La présidence échoit le 28 janvier 1835 à Miguel Barragán. En 1839 Bustamante lui cède à nouveau la présidence. Cela provoqua une guerre civile, entre les partisans de Bustamante (« les bustamantistes ») et ceux de Santa Anna (« les santanistes »). Le conflit prit fin en 1841, après la chute de Bustamante et le triomphe de Santa Anna. Tout-puissant après cette victoire, il réaffirme son autorité et gouverne le pays d'une main de fer. En 1844, il est de nouveau renversé par les troupes libérales unies contre son gouvernement. Exilé, il revient au Mexique en 1846, après la fin de la république centraliste. Avec ses partisans, il reprend rapidement le pouvoir et élimine farouchement ses opposants. Durant la guerre américano-mexicaine, il s'appuie sur des généraux qui lui sont fidèles comme Pedro María Anaya et Mariano Arista. Secoué par les attaques des fédéralistes et trahi par certains de ces généraux, il est de nouveau chassé du pouvoir et son gouvernement est renversé en novembre 1847. 
En exil, il prépare son retour avec l'aide de ses partisans tels que le général Mariano Arista qui, en 1851, renverse le Congrès et prend le pouvoir en attendant le retour de Santa Anna. Chassé à son tour, Arista perd la confiance de Santa Anna, et se voit remplacer à la tête des troupes santanistes par le général Manuel Maria Lombardini, qui permet son retour au pouvoir en 1853, comme dictateur à vie avec le prédicat d’ « Altesse Sérénissime ».
Chassé définitivement du pouvoir en 1855 par la révolution d'Ayutla, Santa Anna s'exile. Il revient au Mexique en 1874, où il finira ses jours, à la suite d'une amnistie générale décrétée par le président Sebastián Lerdo de Tejada .

## Biographie

### Carrière militaire
Né le 21 février 1794 à Xalapa, Antonio López de Santa Anna entre en qualité de cadet au « Fijo de Veracruz », un régiment d'infanterie, le 6 juillet 1810. En 1811, lors de la campagne de Nuevo Santander (aujourd'hui Tamaulipas) sous le commandement de don José Joaquín de Arredondo (es), il combat les « Indiens » et est blessé au bras par une flèche chimèque. Pour sa bravoure il est nommé sous-lieutenant en 1812.
La même année, il se bat contre les flibustiers américains et texans de l'expédition Gutiérrez-Magee (es). À la suite de la bataille de Medina il est à nouveau cité pour sa bravoure. Il retourne alors à Veracruz et fait la connaissance en 1815 de José Dávila, gouverneur de la province. Il est nommé par celui-ci commandant des formations militaires extra muros de Veracruz, où il combat avec succès les insurgés dans les environs du port. Santa Anna est nommé capitaine en 1817 par le vice-roi don Juan Ruiz de Apodaca avec pour mission de pacifier les environs du port de Veracruz mais des différends avec les autorités locales l'empêchent de mener à bien sa tâche.

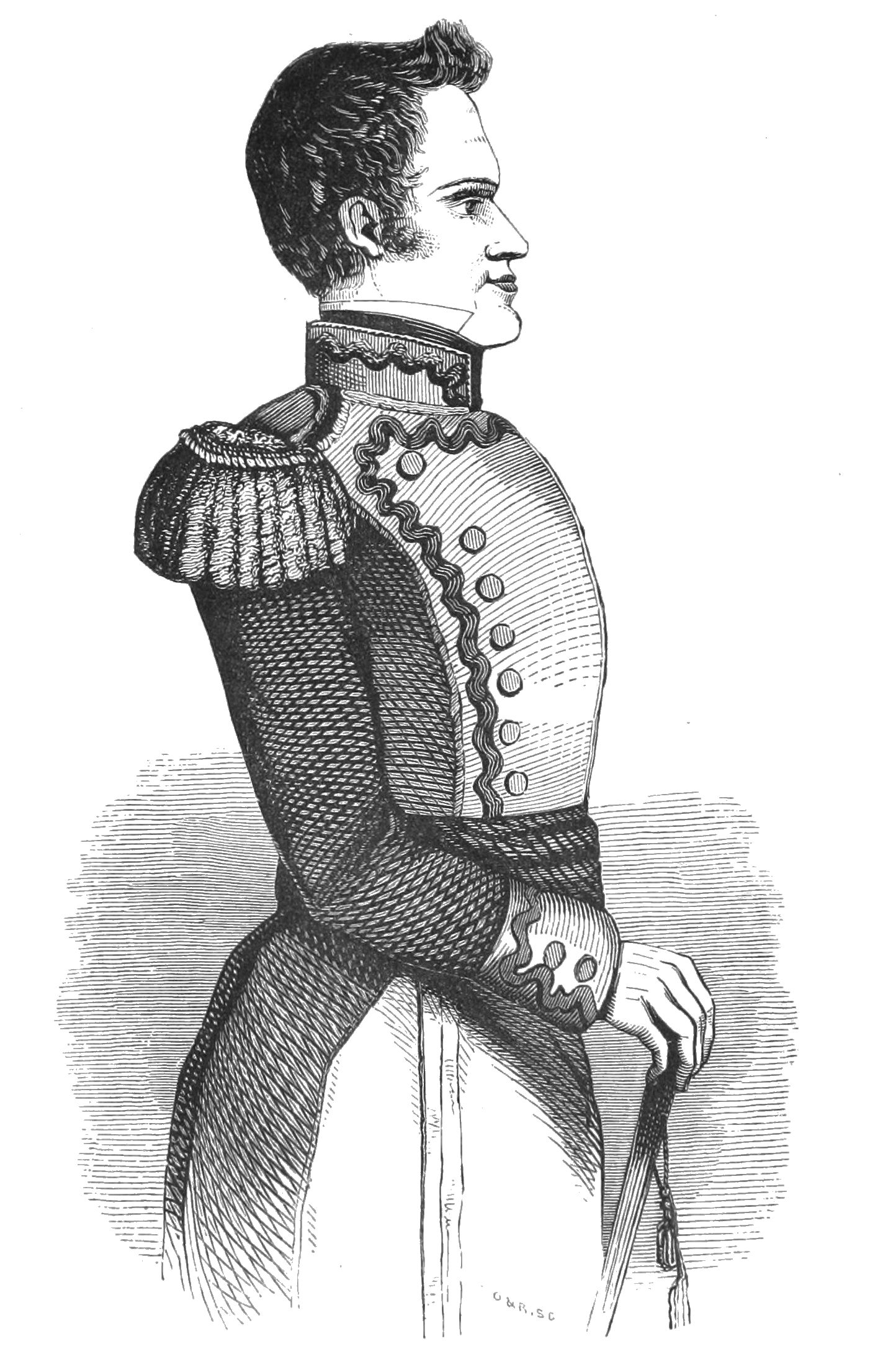
Portrait de Don Antonio de Santa Anna.

En 1818, des contacts sont établis entre lui et don Guadalupe Victoria qui mène la guérilla indépendantiste et qui l'invite à rejoindre ses rangs. Santa Anna réplique en offrant des terres à ceux des insurgés qui déposeraient les armes et fonde quelques villages dans l'État de Veracruz. Pendant ce temps, Iturbide et Vicente Guerrero proclament l'indépendance du pays par le plan d'Iguala qu'ils viennent de signer. Santa Anna abandonne alors l'armée royaliste le 26 avril 1821 et adhère à la cause de l'indépendance. Il met en déroute ses anciens compagnons d'armes à Alvarado, puis à Córdoba et Xalapa, mais échoue devant le port de Veracruz où il est repoussé par Davila, resté fidèle à l'Espagne, et ses troupes subissent alors de lourdes pertes. En 1821, il s'illustre en chassant les Espagnols hors du port de Veracruz, mais il laisse la forteresse de San Juan de Ulúa qui commande l'entrée du port et bloque le commerce en leur pouvoir.
Il est déçu par Iturbide et l'Empire qui ne le récompensent pas suffisamment à son goût. Pourtant en 1822, Iturbide le nomme général-brigadier et le charge de poursuivre Guadalupe Victoria. Mais Santa Anna préfère simuler une maladie pour ne pas obéir à l'ordre impérial. La même année il échoue dans sa tentative de reprendre San Juan de Ulúa aux Espagnols.
Il se querelle alors avec Echavarri, gouverneur de Veracruz.
Le 6 décembre 1822, il signe avec Guadalupe Victoria le plan de Casa Mata à Veracruz dans lequel il est dit que la seule forme de gouvernement au Mexique doit être la République. Le Plan de Casa Mata (es) du 1er février 1823 vise à renverser l'empereur et déclarer la république au Mexique. Il la proclamera lui-même le 2 décembre 1823 à Veracruz, à la tête de 400 hommes, dans l'enthousiasme populaire. L'Espagne fait un dernier effort pour reconquérir le Mexique : un corps expéditionnaire de 3 000 soldats espagnols commandés par le brigadier Isidro Barradas débarque à Tampico en 1829. Santa Anna marche contre eux avec une troupe moins nombreuse et obtient la victoire. Beaucoup de ses adversaires meurent de la fièvre jaune. Il est déclaré héros national, ce qu'il apprécie, et désormais se fait appeler « le héros de Tampico » et « le sauveur de la patrie ». 
De 1810 à 1848, soit pendant 38 années de guerres presque ininterrompues, Santa-Anna participa à plus de batailles que George Washington et Napoléon Ier réunis.

### Carrière politique
Il déclare alors se retirer de la vie publique « « à moins que mon pays n'ait besoin de moi » ». Il décide que son retour est indispensable quand Anastasio Bustamante mène un coup d'État, renversant et faisant fusiller le président Vicente Guerrero en février 1831, prenant ainsi les pleins pouvoirs . 

### Vie privée

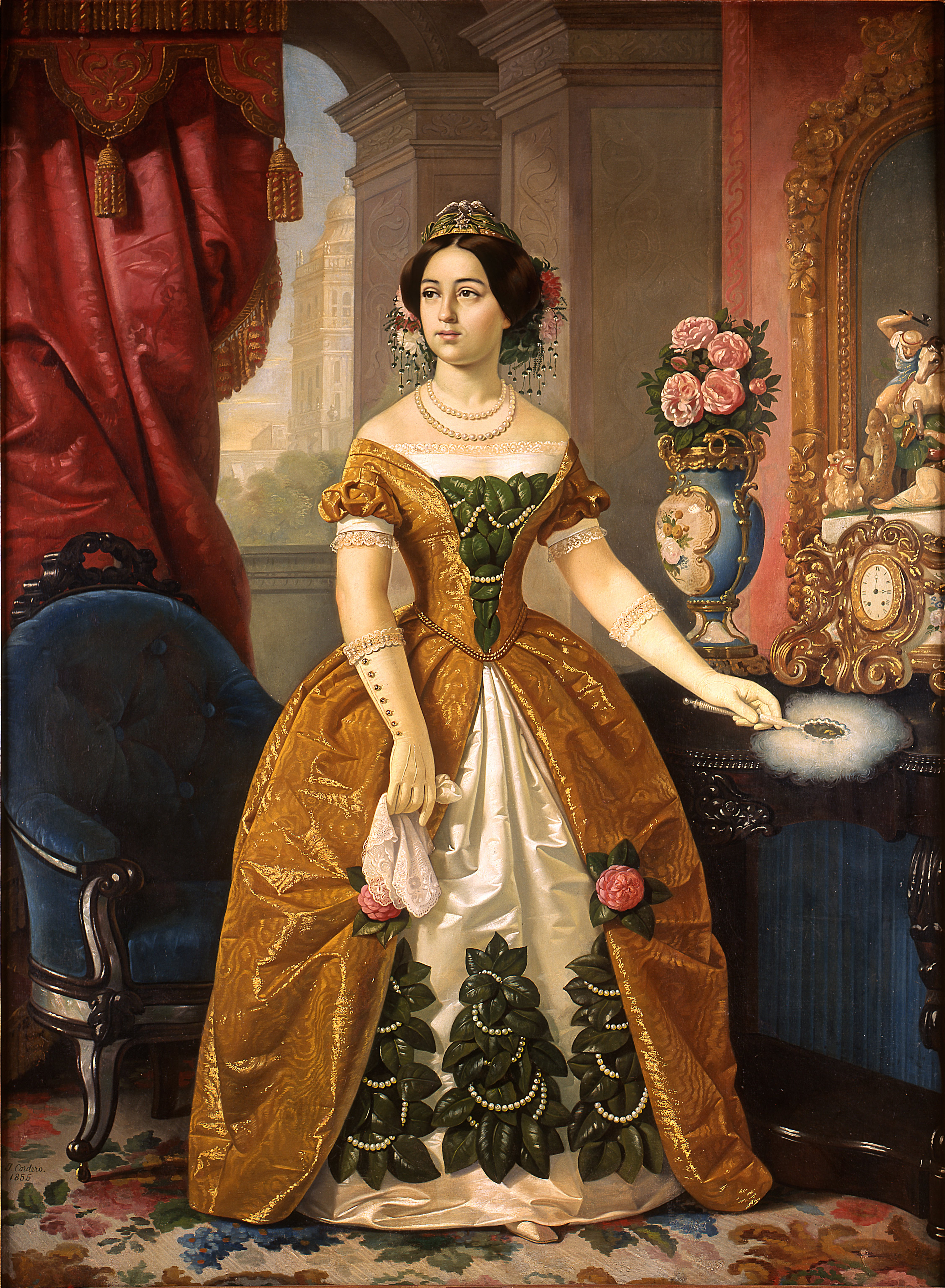
Doña Dolores Tosta de Santa Anna, 1855.

Santa Anna se maria deux fois. Il aimait jouer et parier des sommes parfois importantes. Il se marie avec Inés de la Paz García, puis avec Dolores Tosta. Il adhère à une loge maçonnique de rite écossais ancien et accepté
En 1836, lors de la campagne du Texas, il eut un enfant dont on ignore le sexe avec Melchora Barrera, on ne sait pas non plus avec précision s'ils se marièrent ou non. Plus tard Santa Anna les envoya à Mexico et veilla sur leur bien-être. Il acheta deux belles propriétés dans son État natal, les haciendas de Manga de Clavo près du port de Veracruz où il passa une grande partie de sa vie. Il acheta le 27 mai 1842 l'hacienda dite de El Encero située près de Jalapa pour 45 000 pesos et qui devint sa résidence principale lorsqu'il se maria en 1844 en secondes noces (dans la chapelle qu'il y fit spécialement édifier) avec doña Dolores de Tosta (après le décès de sa première épouse Inés de la Paz García avec laquelle il avait eu cinq enfants, dont Manuel López de Santa Anna). Les haciendas de Santa Anna se consacraient principalement à l'élevage de bovins destinés à alimenter ses troupes. Il y élevait également des coqs de combat auxquels il vouait une grande passion.
En 1839, il reçut en son hacienda de Manga de Clavo la marquise Calderón de la Barca et plus tard l'épouse de l'ambassadeur américain Poinsett. Toutes deux publièrent des récits détaillés de leur séjour. Santa Anna y reçut presque tous les politiciens, militaires et notables de l'époque. Une cohue de quémandeurs de toute sorte venus de tout le pays l'attendait dès qu'il sortait de chez lui. Il est considéré par certains comme le premier à avoir cherché à commercialiser le chiclé obtenu du sapotillier, arbre qui poussait sur ses terres, comme gomme à mâcher, ainsi que comme bandages pour les roues de calèches, mais sans succès.

## Président du Mexique

### Première période (1833-1835)

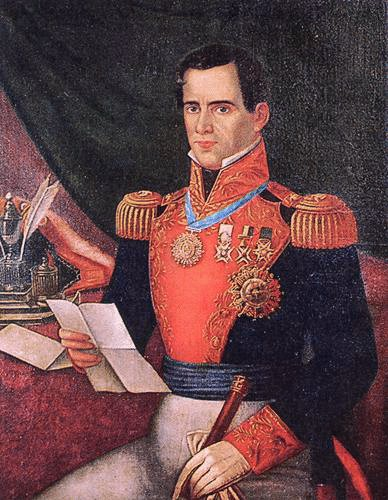
Portrait du président Santa Anna.

En 1833, après la fin du mandat officiel du président Manuel Gomez Pedraza, le Congrès est dissous et de nouvelles élections générales. Santa Anna, très populaire depuis la bataille de Tampico, est élu Président des États-Unis du Mexique pour un mandat de 4 ans, sous l’étiquette du Parti libéral. Son principal adversaire, Valentín Gómez Farías, également libéral, est désigné comme vice-président. 
Sous son premier mandat, Santa Anna confisque les biens du clergé et les privilèges des militaires ce qui provoque un soulèvement contre lui nommé plan de Religión y fueros proclamé à Morelia par le colonel don Ignacio Escala secondé à Chalco par le général Durán. Santa Anna, feignant de partir les combattre, fut fait « prisonnier » par eux et, après un simulacre d'évasion, reprit le contrôle de la capitale et réprima les rébellions. En mai 1834, la révolte libérale de Zacatecas est écrasée, on compte entre 2 000  et   2 500 civils tués en 2 jours de massacres. 
À plusieurs reprises, lors de ses absences, son vice-président assure les affaires courantes, notamment du 1er avril au 16 mai 1833, du 3 au 18 juin 1833 durant l’absence de Santa Anna pour maladie, puis du 3 juillet au 27 octobre 1833 et enfin du 15 décembre 1833 au 24 avril 1834. Durant cette dernière période, Gómez Farías fait enregistrer les réformes libérales imaginées par Santa Anna. Lors de son retour aux affaires courantes, le président se rallie à certains conservateurs et annule ses propres réformes. Le 28 janvier 1835, deux ans avant la fin de son mandat, Santa Anna démissionne de la présidence. Le général Miguel Barragán lui succède. 

### Deuxième période (1839-1841)

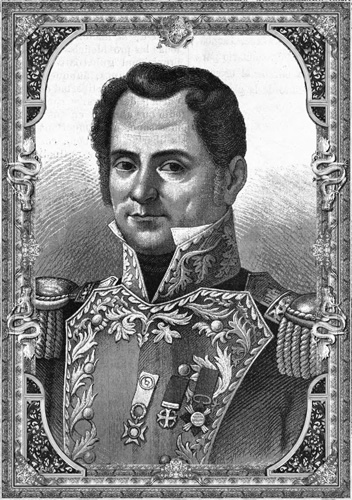
Portrait de Bustamante.

La partie texane de l'État mexicain de Coahuila y Tejas entre en rébellion en mars 1836 (voir Révolution texane). Santa Anna, profite de la situation pour débarquer sans éveiller l'attention des texans révoltés avant de marcher à la tête de 6 000 recrues inexpérimentées vers le nord pour remettre la province rebelle sous contrôle. Il assiège et prend Fort Alamo le 6 mars 1836. Mais il est capturé par les forces séparatistes après la bataille de San Jacinto le 22 avril 1836. Menacé dans son intégrité physique, il ordonne le retrait des troupes du Texas. Ordre qui n'aurait pas dû être suivi, aucune armée ne devant obéir à un chef prisonnier. À Mexico, le gouvernement du président José Justo Corro, après avoir appris la nouvelle, ordonna son arrestation. Après quelque temps de captivité puis d'éloignement aux États-Unis, il est autorisé à retourner au Mexique. Il se retire alors dans l'État de Veracruz dans une de ses propriétés. En 1837, le général Anastasio Bustamante renverse la république et reprend les pleins pouvoirs. En 1838, Santa Anna voit une chance de reprendre le pouvoir quand la marine de Louis-Philippe débarque à Veracruz sous prétexte de faire indemniser des commerçants français victimes de troubles à Mexico. Intervention appelée guerre des Pâtisseries. On dit qu'il était dans son hamac en son hacienda et qu'entendant la canonnade, il bondit sur son cheval en direction du port. 

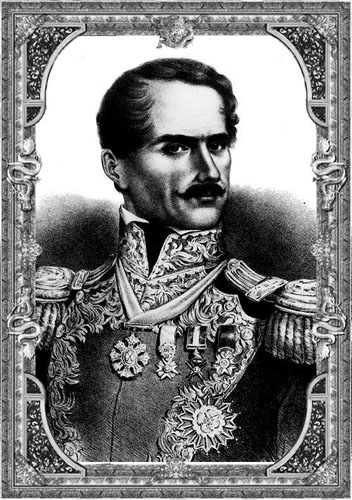
Portrait de Santa Anna.

Avec peu d'hommes et quasiment sans aide du gouvernement (qui, en secret, espérait que les Français le débarrasseraient de lui), faisant preuve d'un grand courage physique, il se bat sans grand résultat contre l'envahisseur, et perd la jambe gauche, qu'il fit plus tard enterrer à Manga de Clavo, ainsi que quelques doigts de la main. Le 27 septembre 1842, il l'exhume et l'enterre avec de grands honneurs à Mexico. Cette jambe sera même placée dans un vase en cristal et enterrée sous un grand monument dans le cimetière de Santa Paula,.
Par la suite, il est désigné comme Président à titre provisoire après le départ de Bustamante, le 18 mars 1839. Après une tentative des conservateurs pour reprendre le pouvoir, il renonce à la présidence le 10 juillet, mais garde le contrôle de son armée après le retrait des Français, ce qui lui permet de marcher sur Mexico et de renverser le gouvernement de Bustamante. Mais Bustamante et ses partisans ripostent et forment une armée dite de reconquête qui marche sur Mexico. C'est le début d'une guerre civile, entre les partisans de Bustamante (« les bustamantistes ») et ceux de Santa Anna (« les santanistes »). Santa Anna met ainsi fin à la guerre et s'affirme comme seul et unique dirigeant du pays.

### Troisième période (1841-1844)
Le 10 octobre 1841, Santa Anna redevient président du Mexique avec la promesse de rétablir la Constitution de 1824. Il rend obligatoire l'instruction des jeunes de sept à quinze ans. Cet exercice du pouvoir est encore dur et plus bureaucratique que précédemment. Il lève des taxes nécessaires au fonctionnement des administrations, de l'armée, de la formation d'un État présent, ce qui provoque la colère des riches qui ne voulaient rien payer et des classes populaires déjà très atteintes. Plusieurs États mexicains cessent purement et simplement toute relation avec le gouvernement central. Le Yucatán se déclare république indépendante. 
Lors de ses absences sur le front, il laisse les affaires du gouvernement à deux conservateurs successifs : d’abord Nicolás Bravo (octobre 1842 - mai 1844) puis Valentín Canalizo (septembre 1843 - juin 1844). 
Le 4 juin 1844, après la fin de son mandat provisoire, Santa Anna est réélu pour un mandat de 4 ans. En septembre 1844, les fédéralistes du Parti libéral, qui considèrent que Santa Anna n’est plus un adepte de l’idéologie du parti, se rangent dans l’opposition. Le Congrès s’oppose à lui et tente de le destituer. Canalizo, de nouveau chargé de l’intérim en l'absence de Santa Anna, est capturé par les fédéralistes et chassé du pays. Officiellement toujours président, Santa Anna trouve refuge à Cuba. Les finances sont dans un état si désastreux que les officiers se révoltent souvent, lassés d'attendre leur solde. Le 6 décembre 1844, une insurrection ramena les moderados au pouvoir avec, pour président, le général José Joaquín Herrera, choisi par les fédéralistes contre Santa Anna. La plèbe de Mexico en profita pour renverser la statue de Santa Anna et traîner dans les rues au bout d'une corde le morceau de jambe qu'il avait perdu à Veracruz. 
L'ex-président, qui était revenu d'exil, s'enfuit dans les montagnes de son Veracruz natal où il fut pris par des indigènes de la région de Xico, des cannibales qui allaient le manger lorsqu'il fut sauvé, in extremis, par des troupes gouvernementales. Il est sans doute le seul chef d'État qui ait failli subir ce sort.

### Quatrième période (1846-1847)

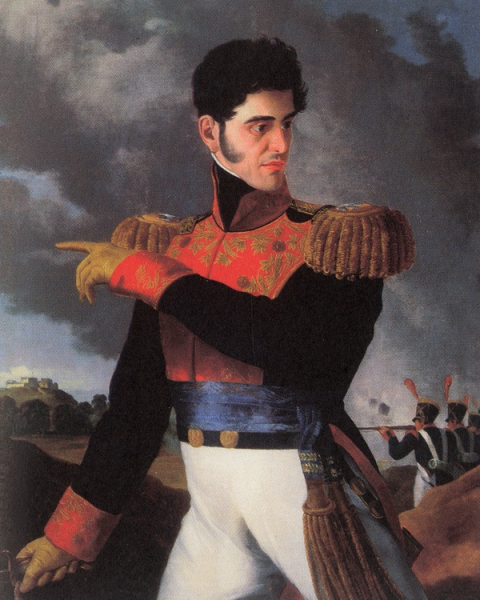
Portrait de Santa Anna durant la guerre américano-mexicaine.

En 1846, le président provisoire José Mariano Salas restaure la Constitution de 1824 et organise des élections, qui sont remportées par Santa Anna, qui redevient président le 23 décembre.
La même année, dans le but de s'emparer de nouveaux territoires, les États-Unis déclarent la guerre au Mexique, connaissant sa faiblesse militaire et sa désorganisation interne. Peu de temps avant, Santa Anna avait négocié secrètement avec les représentants des États-Unis, plaidant que s'il était autorisé à passer la frontière, il s'efforcerait de faire vendre les territoires convoités à un prix raisonnable, sachant que de toute façon il serait impossible au Mexique de les conserver. Une fois au pouvoir, il viole cet engagement : il lutte fermement mais sans succès contre l'invasion des États-Unis. Après plusieurs batailles, le Mexique perd la moitié de sa surface au profit des États-Unis. Après avoir cédé l'intérim plusieurs fois à ses fidèles généraux, il démissionne le 16 septembre 1847, après la capitulation de Mexico, et prend le chemin de l’exil, d’abord vers la Jamaïque, puis vers la Colombie, où il s’installe, à Turbaco, où il vit dans l'ancienne propriété de Simón Bolivar.

## Dictature

### Retour au pouvoir
Après l'exil imposé à Santa Anna en Colombie, le mécontentement et les conflits politiques ont fait sombrer à nouveau le pays dans la crise, provoquant la démission du président Mariano Arista, en 1853, provoquée par le Plan de l’Hospicio. À cette époque, le Parti conservateur, élu dans la plupart des États, réclame à nouveau le retour de Santa Anna et lui écrit le 23 mars 1853, lui demandant de revenir prendre la présidence, à condition qu'il défende la religion catholique, supprime le fédéralisme, organise une nouvelle division territoriale du pays et réorganise l'armée. Santa Anna, qui s'était révélé jusqu'alors le seul homme assez fort pour gouverner un pays aussi ingouvernable, prit les conservateurs au mot et revint à la présidence en avril de la même année.
Son administration n'est pas meilleure que les précédentes. Il dépense énormément d'argent, mène grand train, vend une portion de territoire aux États-Unis (achat Gadsden : en cela il a peut-être évité une nouvelle guerre). 

### Dernière période 1853 - 1855
Au début, et grâce au fait qu'il savait s'entourer de bons conseillers, le gouvernement de Santa Anna obtint de bons résultats. Cependant, à la mort de Lucas Alamán, son principal collaborateur, le gouvernement de Santa Anna dégénéra progressivement en un gouvernement dictatorial. 
Déclaré président à vie, il prend la qualité d'Altesse Sérénissime et restaure l’Ordre de Guadalupe, auparavant éteint. Il fait aussi composer et jouer un hymne national dont la musique et certains couplets sont restés les mêmes jusqu'à nos jours. Cela a éveillé les soupçons quant à la possibilité que la dictature se transforme en monarchie.
Pendant la dictature de Santa Anna, le gouvernement mexicain a continué à faire face à une situation financière précaire. Cela a obligé Santa Anna, pour assainir les caisses nationales déjà faibles, à collecter les impôts les plus iniques. De même, afin de contenir une fois pour toutes le désir expansionniste des États-Unis, Santa Anna fut contraint d'abandonner, en échange de 10 millions de dollars, le territoire mexicain de La Mesilla. À cette époque, la popularité du « Défenseur de la Patrie » était déjà au plus bas. Il s’agit de la dernière phase de sa dictature, au cours de laquelle le général Juan Álvarez, chef sudiste et vétéran de l'indépendance, aux côtés de nombreux autres opposants politiques, appel à la rébellion avec le Plan d’Ayutla.

### Chute
Mais en août 1855, républicains conservateurs et libéraux s'unissent une nouvelle fois, et avec l'aide des troupes de résistants, renverse le gouvernement de Mexico après une violente attaque de la capitale. Santa Anna doit s'enfuir à Cuba puis à nouveau en Colombie. Des caciques puissants et respectés tels que Santiago Vidaurri au Nuevo Léon et Manuel Doblado (es) dans le Guanajuato se joignent à ses opposants et leur fournissent des troupes. L'étendue de sa corruption est rendue publique, il est jugé par contumace pour trahison et ses biens au Mexique sont confisqués. 
Il vit alors en Colombie (où il agit en bienfaiteur de Turbaco) puis dans l'île de Saint-Thomas. Les lois publiées en 1856 par le gouvernement de Comonfort confisquèrent tous les biens de Santa Anna et ses haciendas furent vendues au profit de la Nation.

## Nouvel exil et fin de vie

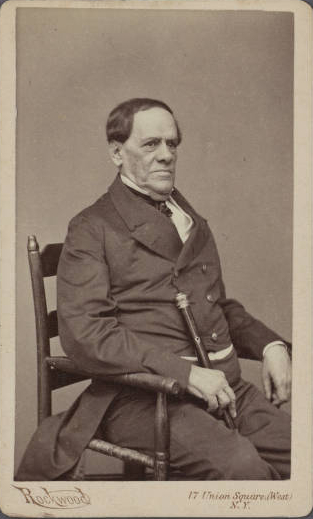
Antonio López de Santa Anna, photographie de George G. Rockwood, vers 1870.

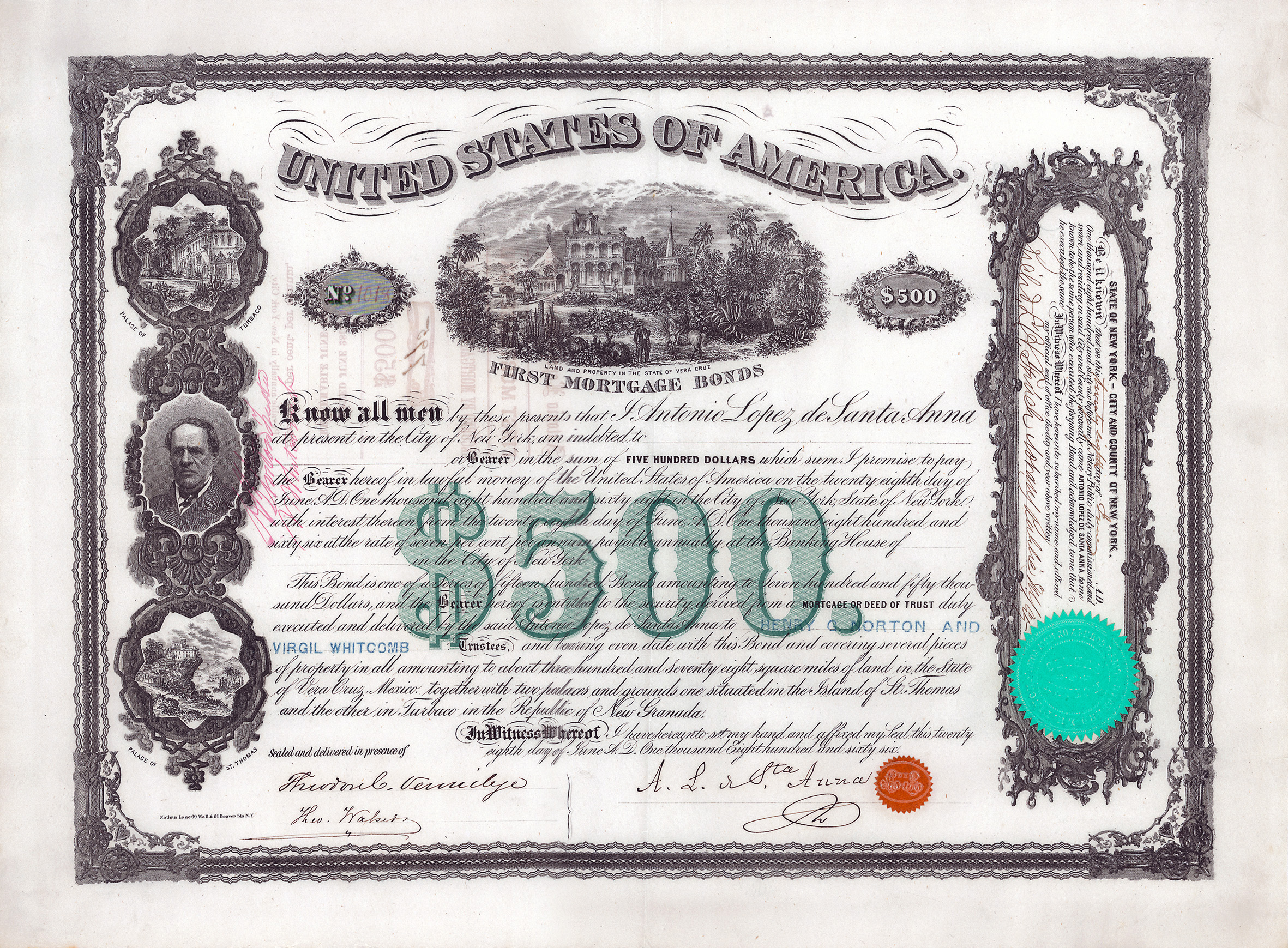
Obligation hypothécaire de 500 $ émise par Antonio López de Santa Anna le 28 juin 1866 pendant son exil à New York et signée de sa propre main. Sur l'obligation figurent ses palais et ses terres, qui ont été mis en gage comme garantie. Santa Anna voulait utiliser cet emprunt d'un montant total de 750.000 dollars pour financer son retour au Mexique.

Pendant le règne de l'empereur Maximilien Ier imposé par les puissances européennes, Santa Anna n'est pas convié à reprendre du service dans les armées du président Juárez qui luttent contre une armée française commandée par le maréchal Bazaine et les corps expéditionnaires belges du colonel Alfred Van der Smissen. Ces troupes ne parviennent pas à venir à bout de la résistance mexicaine et finissent par quitter le Mexique, laissant l'empereur Maximilien seul face aux Mexicains qui le font fusiller. Après le retrait des troupes étrangères, une amnistie décrétée en 1872 par le président Lerdo de Tejada permet le retour de Santa Anna dans sa patrie. 
En 1876, à Mexico, il meurt pauvre et oublié, lui qui aimait se faire appeler le Napoléon de l'Ouest. Peu avant son décès, des cérémonies en souvenir de la bataille de Churubusco furent organisées par le gouvernement. Santa Anna, qui avait été commandant en chef à l'époque, ne fut pas même invité à y assister. 
Ses restes reposent aux côtés de ceux de Dolorés de Tosta au Panteón del Tepeyac (es), delegación Gustavo A. Madero (Ciudad de México). Santa Anna fut le bouc émissaire idéal pour les gouvernements mexicains qui se succédèrent jusqu'à nos jours. Tout ce qui arriva de négatif au Mexique durant la période 1830-1855 fut pour ainsi dire de sa faute et les Américains en firent une caricature du style matamore tropical grandiloquent, traître et corrompu, visant à travers lui nombre de politiciens latino-américains. Mais une étude attentive de l'histoire redonne à Santa Anna quelque lustre et permet de mieux comprendre la complexité de sa personnalité.

## Divers
Une phrase célèbre de Santa Anna :
« La linéa divisoria entre México y Estados Unidos se fijará junto a la boca de mis cañones. »
(«  La ligne de partage entre le Mexique et les États-Unis sera fixée à la bouche de mes canons. »)
- Santa Anna est le contemporain du président argentin Juan Manuel de Rosas - (30 mars 1793 - 14 mars 1877) dont l'histoire offre quelques similitudes avec la sienne.
- La chanson Santianna (Santa Anna) date de la guerre de 1846-1848. Elle aurait été chantée pour la première fois par des marins anglais qui auraient combattu aux côtés de Santa-Anna, qui fit figure de héros aux yeux des Britanniques en combattant l'envahisseur venu des États-Unis :

O! Santianna fought for fame
Away Santianna!
And Santianna gained a name
All in the plains of Mexico!
Avec des paroles très différentes, elle est devenue Santiano dans l'adaptation française d'Hugues Aufray.